# 맨 협곡 화재 사고

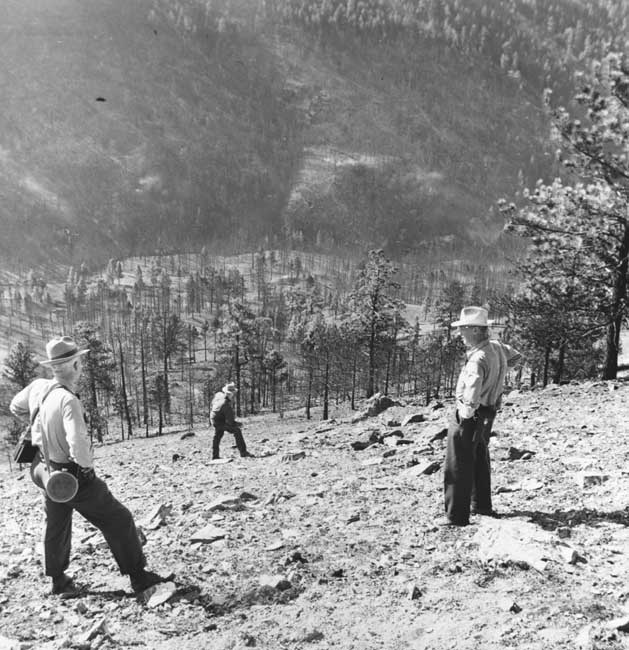

맨 협곡 화재 사고는 1949년 8월 5일 미국 몬태나주에 산불을 진압하기 위해 삼림 소방대원 16명이 산에서 방화선을 구축하려다 바람의 방향이 바뀌어 삼림 소방대원들 방향으로 불이 번져 16명중 3명은 살고 13명이 죽은 사고이다.

## 생존자
- R. Wagner (Wag) Dodge
- Walter B. Rumsey
- Robert W. Sallee

### 사망자
- Robert J. Bennett, 22세 , 테네시주 파리
- Eldon E. Diettert, age 19, 아이다호주 모스코, 사고가 발생한 날은 그의 19번째 생일이다.
- James O. Harrison, Helena National Forest Fire Guard, 20세, 몬태나주 미줄라
- William J. Hellman, 24세 , 몬태나주 칼리스펠
- Philip R. McVey, 22세, 몬태나주 Babb
- David R. Navon, 28세, 캘리포니아주 머데스토
- Leonard L. Piper, 23세, 펜실베이니아주 Blairsville
- Stanley J. Reba, 뉴욕주 뉴욕 브루클린
- Marvin L. Sherman, 21세, 몬태나주 미줄라
- Joseph B. Sylvia, 24세, 매사추세츠주 플리머스
- Henry J. Thol, Jr., 19세, 몬태나주 칼리스펠
- Newton R. Thompson, 23세, 캘리포니아주 Alhambra
- Silas R. Thompson, 21세, 노스캐롤라이나주 샬럿